# Église Saint-Jean-Baptiste de Vendières

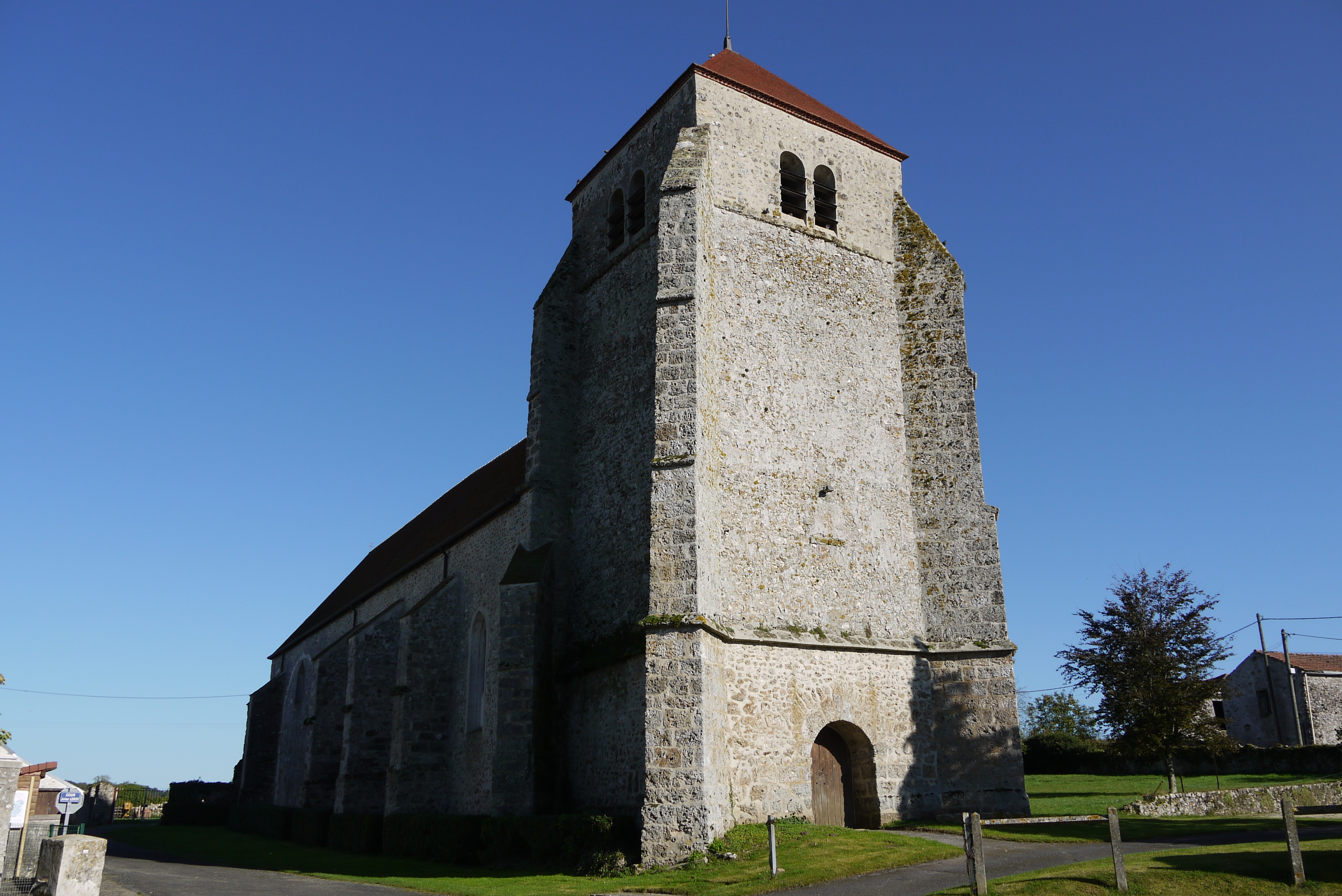
L'église.

L'église Saint-Jean-Baptiste est une église située à Vendières, en France.

## Localisation
L'église est située sur la commune de Vendières, dans le département de l'Aisne.

## Historique
Le monument est inscrit au titre des monuments historiques en 1928.